# Río Maly Anyuy
El Maly Anyuy ( en ruso: Ма́лый Аню́й; maly que significa "pequeño") es un río en la cuenca del Kolyma en el Lejano Oriente ruso. La mayor parte de la cuenca del Maly Anyuy y sus afluentes pertenece a la región administrativa autónoma de Chukotka Okrug de Rusia.

## Geografía
El Maly Anyuy fluye aproximadamente hacia el oeste, al sur y al oeste de la cordillera Ilirney, haciendo una amplia curva junto a la cordillera Chuvanay - fluyendo primero hacia el norte y luego de nuevo hacia el oeste a los pies de la cordillera Kyrganay -  en la región autónoma de Chukotka occidental. Justo después de entrar en la República de Sajá, se encuentra con el Bolshoy Anyuy, con el que se fusiona en un solo canal (el Anyuy propiamente dicho) 8 kilómetros antes de encontrarse con el Kolyma cerca de su delta. Su longitud es de 738 kilómetros y la superficie de su cuenca de 49.800 kilómetros cuadrados.
El cráter del meteorito El'gygytgyn se encuentra a unos 50 kilómetros (31,1 mi) de su nacimiento.
Las localidades habitadas más importantes del valle de Maly Anyuy son Aliskerovo y Bilibino, a orillas de afluentes menores.

## Fauna
Entre los peces que se encuentran en Maly Anyuy se encuentran diferentes especies de truchas, salmones y golets (голец), así como el pelado.